# Берсенај ан От
Берсенај ан От (фр. Bercenay-en-Othe) насеље је и општина у североисточној Француској у региону Шампањ-Арден, у департману Об која припада префектури Троа.
По подацима из 2011. године у општини је живело 442 становника, а густина насељености је износила 24,76 становника/km². Општина се простире на површини од 17,85 km². Налази се на средњој надморској висини од 190 метара.

## Демографија
| 1962. | 1968. | 1975. | 1982. | 1990. | 1999. | 2011. |
| ----- | ----- | ----- | ----- | ----- | ----- | ----- |
| 192   | 232   | 206   | 329   | 420   | 380   | 442   |

График промене броја становника у току последњих година